# Pernand-Vergelesses
Pernand-Vergelesses là một xã trong tỉnh Côte-d'Or, thuộc vùng Bourgogne-Franche-Comté của nước Pháp, có dân số là 292 người (thời điểm 2004). Xã nằm cách Beaune khoảng 8 km, rất nổi tiếng vì rượu vang ở đây.

## Nhân khẩu học
| 1962 | 1968 | 1975 | 1982 | 1990 | 1999 |
| ---- | ---- | ---- | ---- | ---- | ---- |
| 234  | 253  | 289  | 334  | 320  | 310  |